# Dřevěný chrám

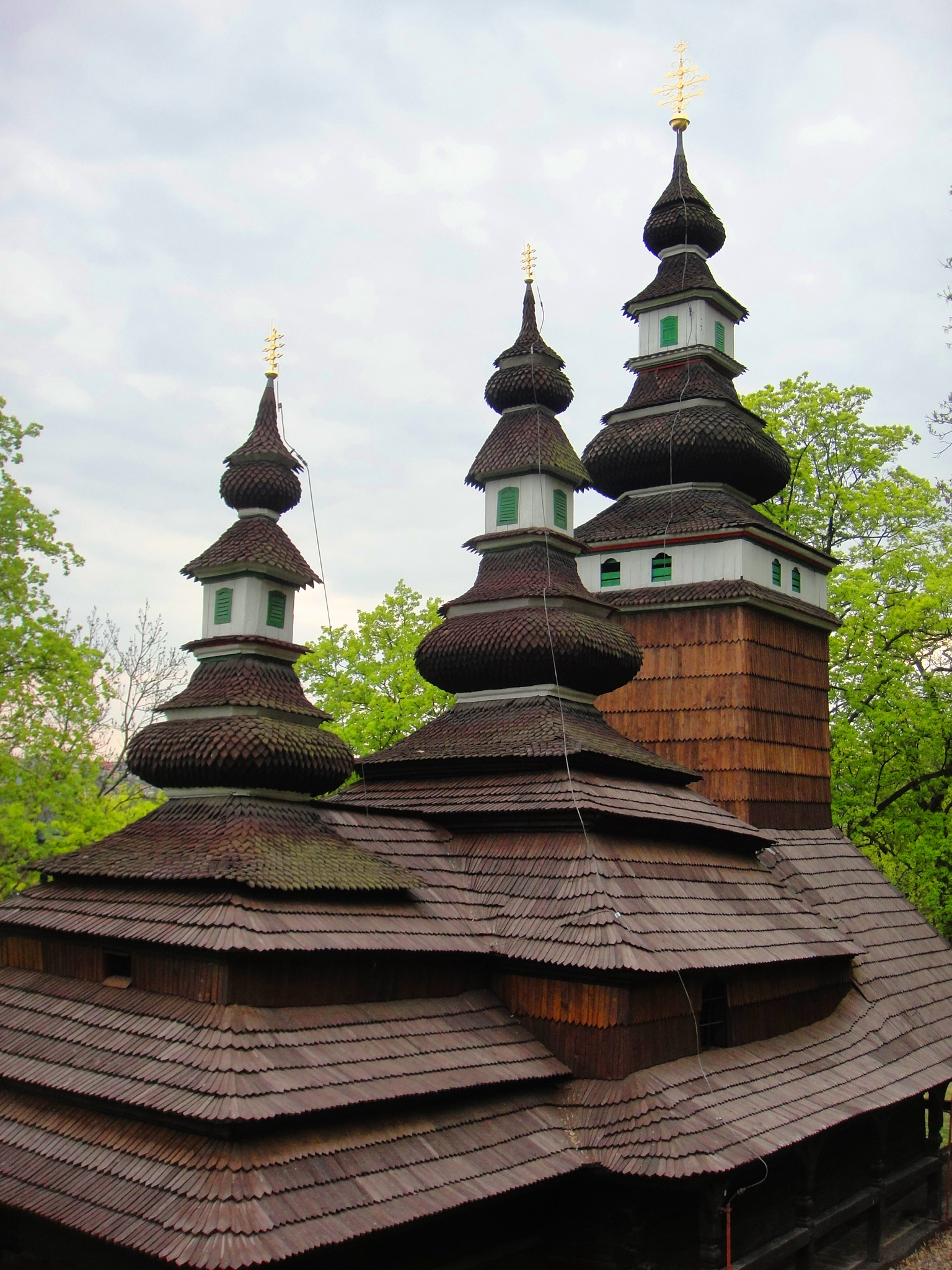
Pravoslavný dřevěný chrám svatého Michaela archanděla ve svahu Petřína, Praha-Smíchov

Dřevěný chrám je specifickým stavebním druhem chrámů, který je symbiózou dvou různých kulturních tendencí: domácí, tradiční a internacionální církevní.

## Výskyt

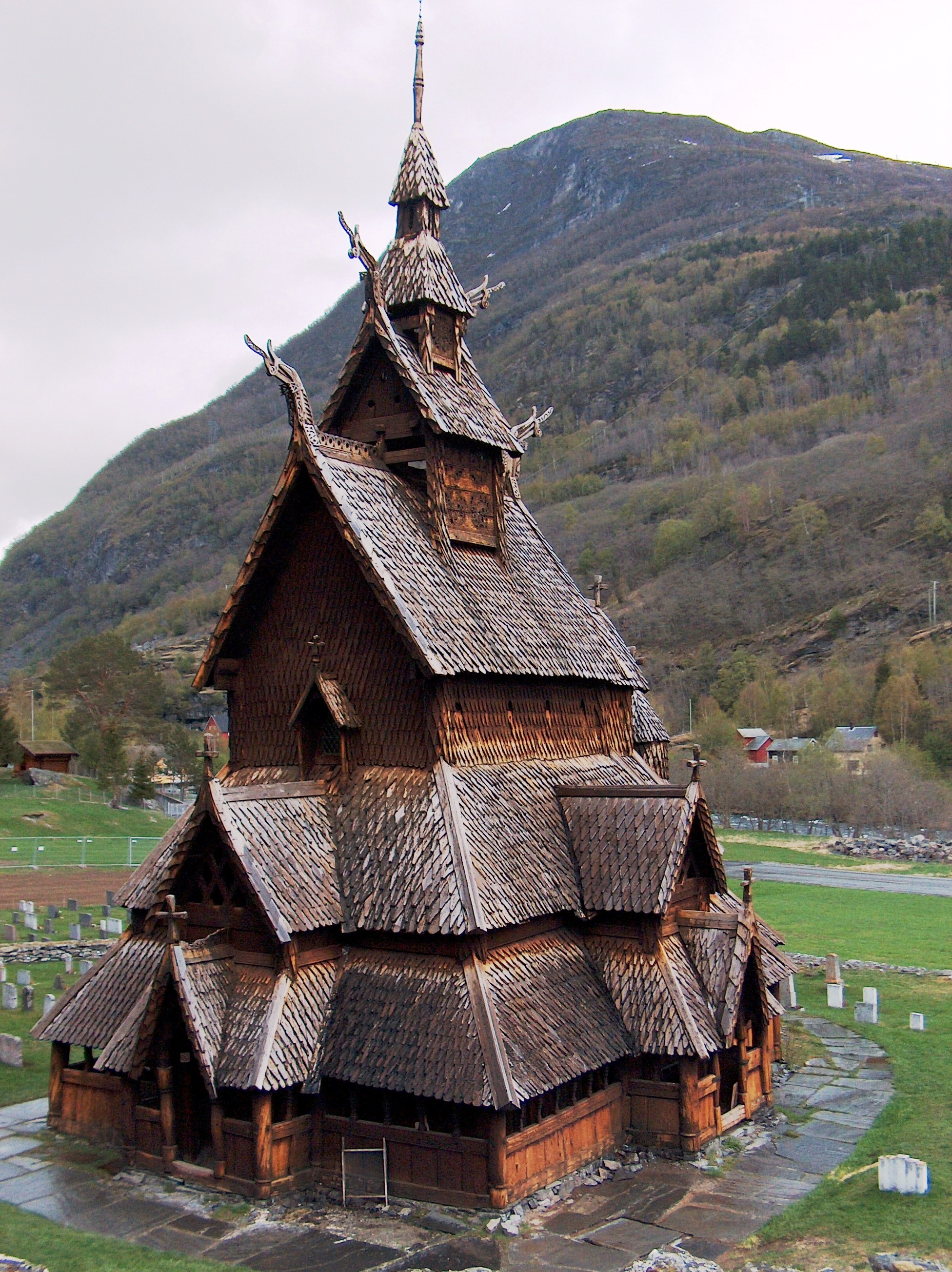
Norský dřevěný kostel

V Evropě jsou čtyři hlavní oblasti dřevěných chrámů:
- východní Evropa – Rusko, Bělorusko, Ukrajina,
- Skandinávie – zejména Norsko,
- střední Evropa – Čechy, Morava, Slezsko, Polsko, Slovensko,
- a jižní Evropa – Rumunsko, Moldavsko, Chorvatsko, Srbsko.

Ve východní a jihovýchodní Evropě jsou chrámy pravoslavné (tzv. cerkve), ve střední Evropě a na Skandinávském poloostrově jsou dřevěné kostely katolické, tzv. stavkirke a protestantské. Samostatnou skupinu tvoří nizozemské, německé a slezské hrázděné.

### Světové kulturní dědictví UNESCO
Řada dřevěných chrámů figuruje na seznamu světového kulturního dědictví UNESCO. Jedná se o:
- Roubený kostel v Urnesu (od roku 1979, Norsko)
- Kižský pogost (od 1990, Rusko)
- Kostel v Petäjävesi (od 1994, Finsko)
- Dřevěné kostely v oblasti Maramureš (od 1999, Rumunsko)
- Kostely v Chiloé (od 2000, Chile)
- Dřevěné kostely v jižním Malopolsku (od 2003, Polsko)
- Dřevěné chrámy slovenských Karpat (od 2008, Slovensko)
- Karpatské dřevěné chrámy v Polsku a na Ukrajině (od 2013, Polsko a Ukrajina)
- Kostely míru ve Svídnici a Jaworu (od 2001, Polsko)

## Středoevropské chrámy
Typologie středoevropských dřevěných chrámů souvisí s kostely zděnými. Převládá jednolodní typ chrámu s pravoúhlým či polygonálním závěrem, ale výjimečně se můžeme setkat i s trojlodím (polská Mogila). Baroko typologii dřevěných chrámů obohacuje o centrálu, někdy i na složitém symbolickém půdoryse (kaple na půdoryse mariánské hvězdy u kostela sv. Anny v polském Těšíně) a stále častěji se objevují i vícelodní chrámy, především v Polsku.
Co se týče konstrukcí středoevropských dřevěných chrámů, nejstarší byla pravděpodobně konstrukce kůlová. Další technikou byla drážková konstrukce s výplněmi ze dřeva a pletiva. Záhy se již objevuje tradiční technika roubení, která přetrvala víceméně dodnes. Nejjednodušší variantu roubení tvořil přesah nárožních trámů. Základní dlouhodobě užívanou vazbou bylo roubení na rybinu, kdy protiběžné příčné seříznutí či stesání zabraňuje vyjetí prvku z vazby. Další významnou konstrukcí, která přišla do středoevropského regionu ze západu bylo hrázdění. Jeho princip spočívá v rámové konstrukci s výplní, která se vkládá do tloušťky trámu. V 16. století chrámy získávají po svém obvodu podsíň, která chránila trámy stěn stavby před uhníváním a zároveň i farníky před nepříznivým počasím.
Stropy dřevěných chrámů jsou ponejvíce ploché, záklopové, setkat se ovšem můžeme i se svéráznými imitacemi kleneb (Hervartov, Guty, artikulární chrámy na Slovensku). Důležitou konstrukcí byly také krovy. Nejstarším a nejjednodušším typem krovu je tzv. hřebenová vaznice. V období gotiky se objevuje nový typ krovu a to krov hambalkový. V 16. a hlavně 17. století se objevuje krov, který přetrval až do 19. století, tzv. stolicový.
Věže dřevěných chrámů se objevují až v 16. století, do té doby jejich funkci suplovaly volně stojící zvonice. Věže nejsou tvořeny srubem a mají tedy lehkou, statickou a hospodárnou konstrukci dobře odolávající větru.

### Zvonice
Samostatně stojící zvonice se vyskytují běžně takřka po celé Evropě. Zvonice na území Česka se dělí dva základní typy – čtyřboké a polygonální. Jejich architektonická forma je v evropském kontextu ojedinělá a nemá ekvivalenty. V jejich konstrukci se uplatňují dva základní systémy s řadou přechodných variant – jedná se o konstrukci štenýřovou a vzpěradlovou.

## Nejstarší chrámy

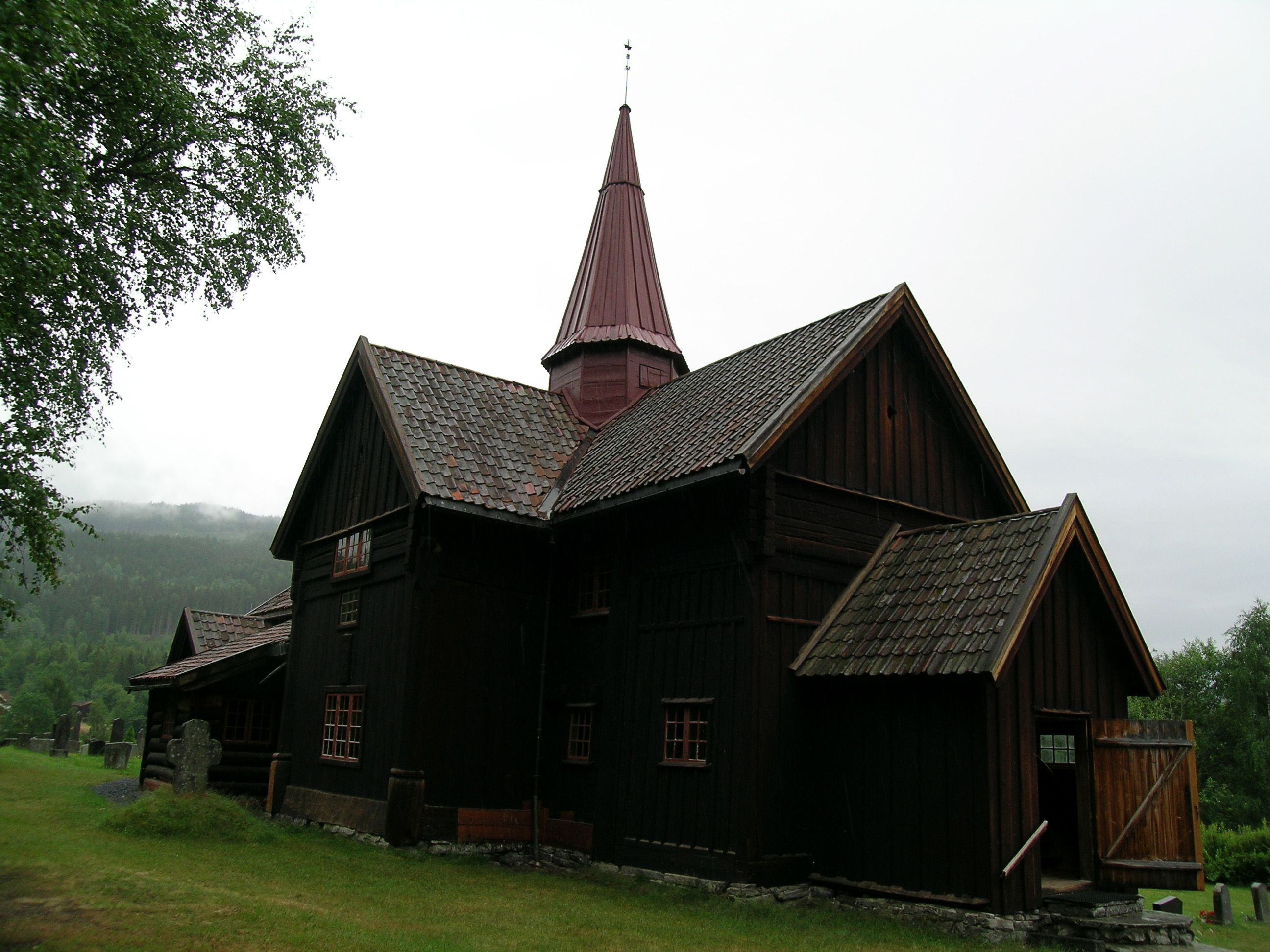
Dřevěný kostel (stavkirke) z Rollagu, Norsko

Nejstarší známé dochované dřevěné chrámy, pocházející ze 12. století, můžeme vidět v Norsku. Jedná se o tzv. stavkirke, které mají sloupovou konstrukci. Nejstarší středoevropské dřevěné chrámy pocházejí až z 15. století (Haczów, Broumov, Tvrdošín, Debno) a většina dosud stojících dřevěných chrámů je tedy až ze 16. století (Slavoňov, Guty /nově postaven po žhářském útoku/, Hervartov). Důvodem je jak nelibost, se kterou se církev nazírala na dřevěné svatostánky, tak i jejich malá reprezentativnost. Kdykoliv k tomu tedy byla příležitost, nahradil se stávající dřevěný chrám zděnou novostavbou. Etnické prvky jsou u dřevěných chrámů druhotné, hlavní zřetel je kladen na konfesijní požadavky. Ač mají výsadní postavení ve vesnické zástavbě, nikdy nejsou tak výraznou dominantou jako chrámy zděné, neboť jsou situovány ponejvíce excentricky na návrších, nebo okrajích sídla.

## Architektura

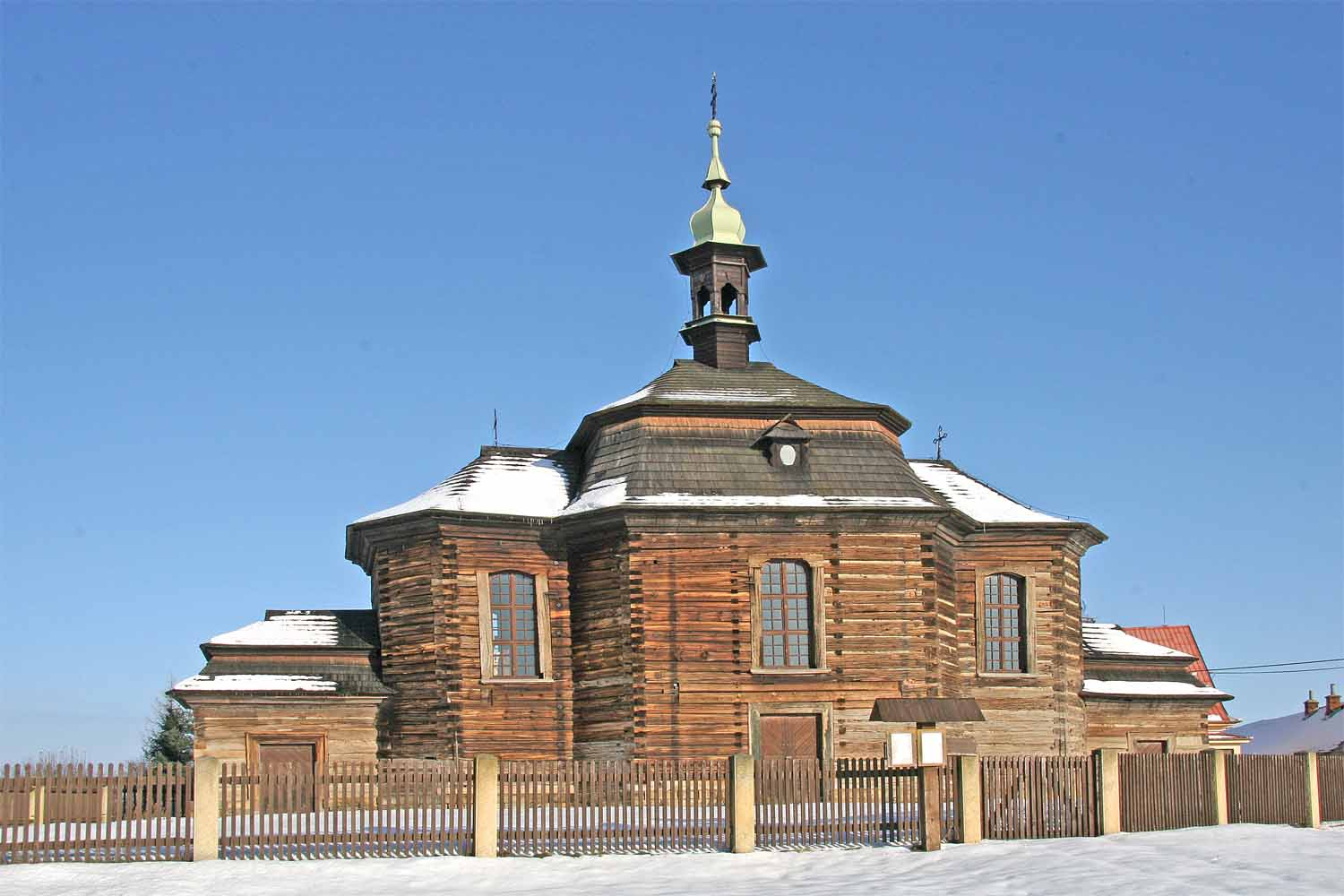
Dřevěný barokní kostel Sv. Jiří v Loučné Hoře

Architektonická podoba reaguje na soudobou slohovou architekturu, i když obvykle se značným zpožděním a v rustikalizovaných formách. Přejímány jsou především prvky, které se dají dobře převést tesařským náčiním do dřevěného materiálu (profily, řezané ornamenty apod.). V typologii portálů středověkých dřevěných chrámů ve střední Evropě se můžeme setkat téměř se všemi typy známými ze zděné architektury (oslí hřbet, sedlový portál, baldachýnový, lomený, pravoúhlý) a to zejména v sousedním Polsku. Exteriér dřevěných chrámů je velmi prostý a jednoduchý. O poznání jiná situace je v interiéru chrámů, který je jejich nejreprezentativnější částí. Zejména z Polska známe intaktně dochované gotické kostelní interiéry, pojednané tehdy velmi oblíbenou šablonovou technikou (Debno) a dokonce i figurálními malbami (Haczów). Nejstarší dochované malby na území Česka můžeme shodou okolností najít v nejstarším českém kostele z roku 1450, který stojí v Broumově. I zde je užito šablonové techniky a vzorník maleb je téměř identický se šablonovými malbami polskými. V období renesance se více začíná uplatňovat malovaná rostlinná ornamentální výzdoba spolu s figurálními malbami. K velkému rozkvětu dřevěných kostelů dochází v 16. a hlavně v 17. století zásluhou protestantů (tzv. artikulární kostely na Slovensku).
Řada změn se objevuje s příchodem baroka. Obohacuje se typologie chrámů centrály, trojlodí), dochází k prosvětlení interiéru zvýšením počtu oken a chrámy získávají i náročnější podobu, reagující na podněty přijímané ze slohové architektury (zejména v Polsku). Často již také známe stavitele chrámu, nebo je zachován zápis o stavbě. Na druhou stranu je ovšem charakteristickým rysem tohoto období jistá dvoukolejnost, projevující se houževnatým přetrváváním archaického typu jednolodního chrámu s obdélným či polygonálním závěrem, zejména v odlehlejších oblastech (Liberk, Kozojedy, Veliny, Kryštofovo Údolí), vedle staveb reagujících na slohovou architekturu.
Poměrně běžnou praxí v této době, známou i z obytných budov bylo dávání chrámů tzv. do kožichu, tedy omítání dřevěných staveb. Důvodem byla jak protipožární nařízení, tak i snaha přiblížit alespoň vizuálně dřevěné chrámy zděným (Měník, Kozojedy, Vysočany). Dochází i ke kombinaci dřevěné stavby se zděnou, když se ke chrámům přistavují zděné sakristie (Kryštofovo Údolí), pravděpodobně z bezpečnostních důvodů.
Nejnáročnější dřevěné chrámy vznikaly rukou školených projektantů a pod dohledem příslušné vrchnosti. Právě v těchto chrámech se v rámci dřevěné architektury projevují nejprogresivnější prvky, přejaté ze slohové architektury a někdy jsou od zděné architektury dokonce k nerozeznání (Loučná Hora).
V interiérech se objevuje soudobé tvarosloví, ale stejně jako v předchozích etapách se jedná především prvky dobře proveditelné ve dřevě. Ve výmalbě chrámů se opět uplatňuje dekorativní ornamentika, ale ve stále větší míře i figurální malba (Kežmarok, Orawka), často rustikálních forem, prováděná místními mistry. Zcela výjimečně mohl mít chrám i vitráže (Kežmarok).

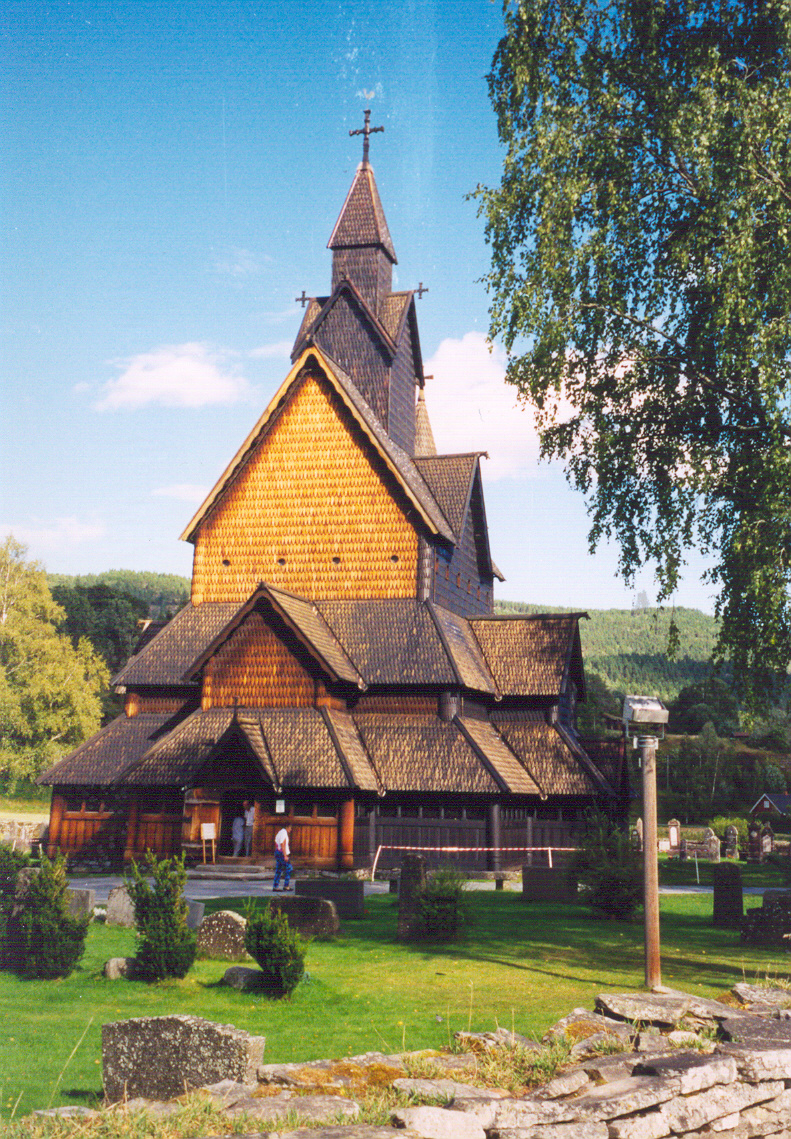
Dřevěný kostel v Heddalu, Telemark, Norsko
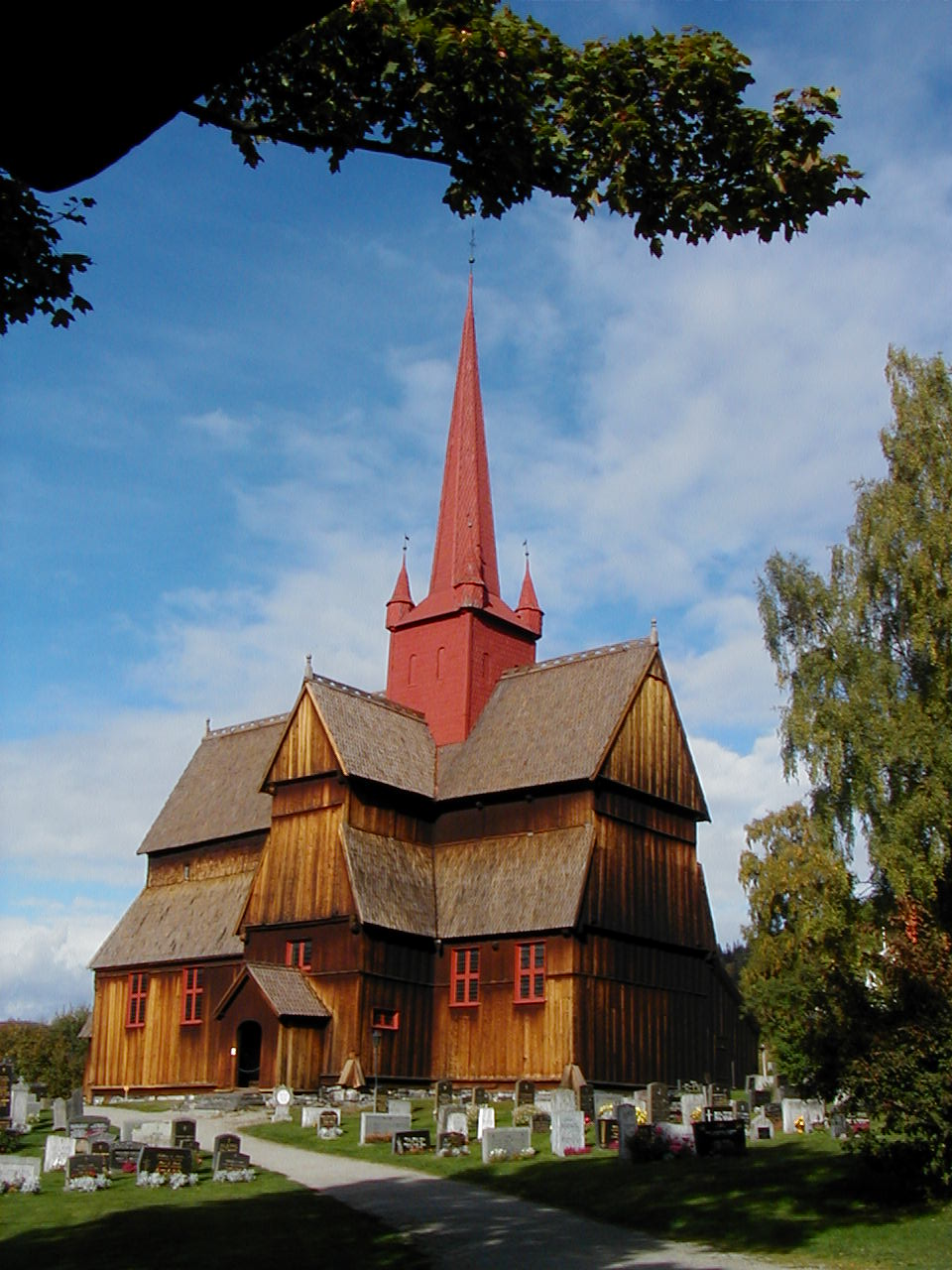
Dřevěný kostel v Ringebu, Norsko
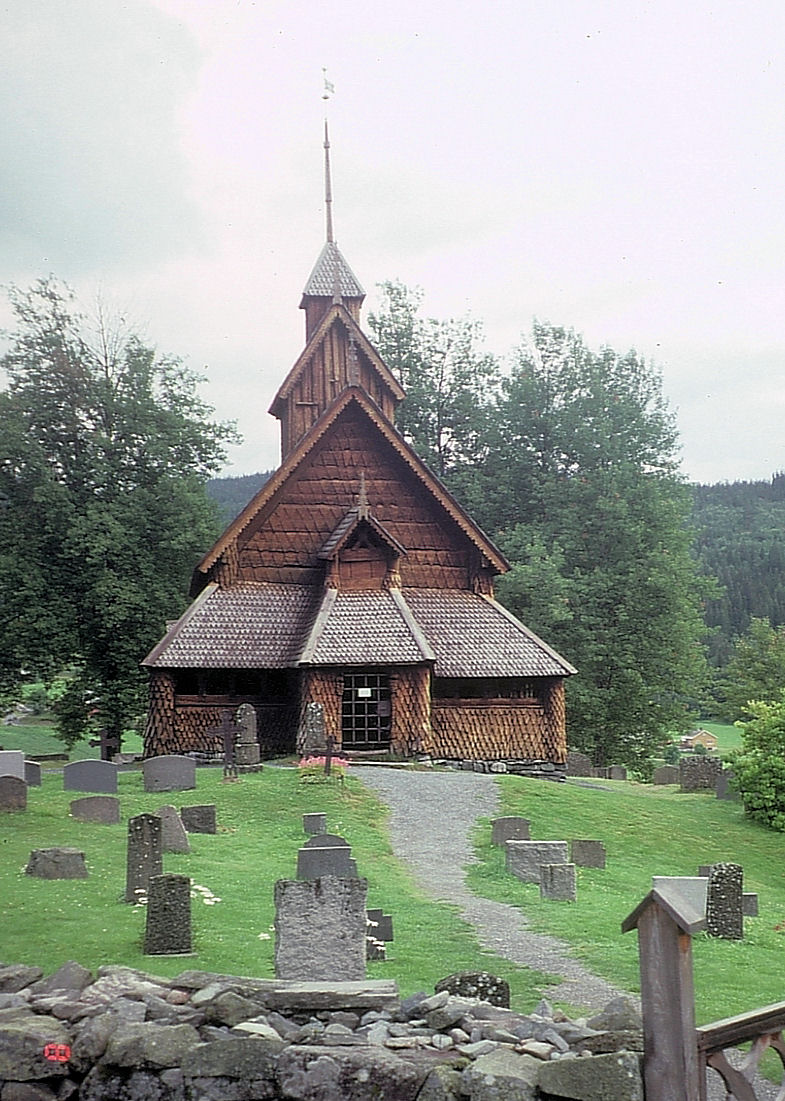
Dřevěný kostel v Eidsborgu, Telemark, Norsko
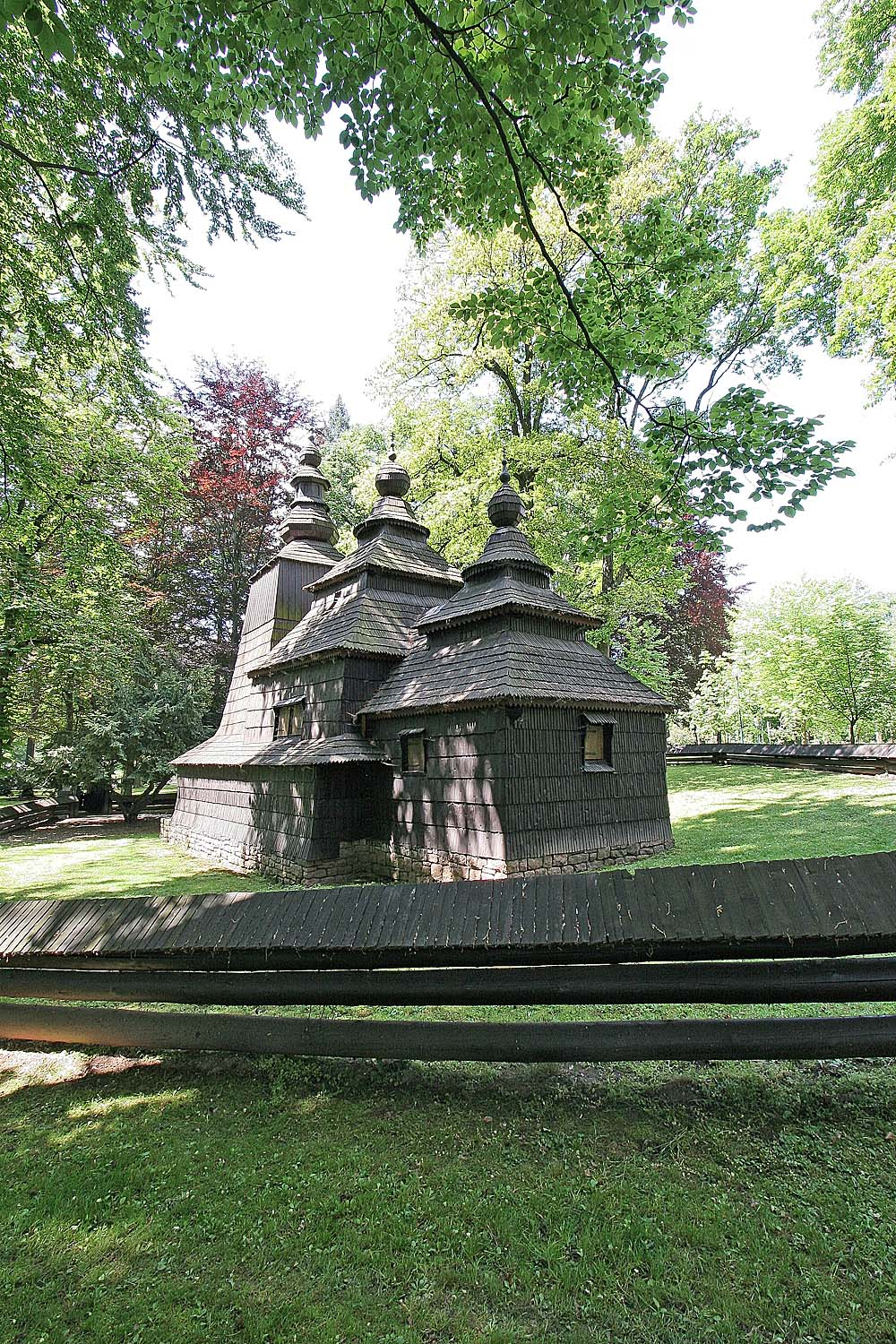
Kostel sv. Mikuláše, Hradec Králové
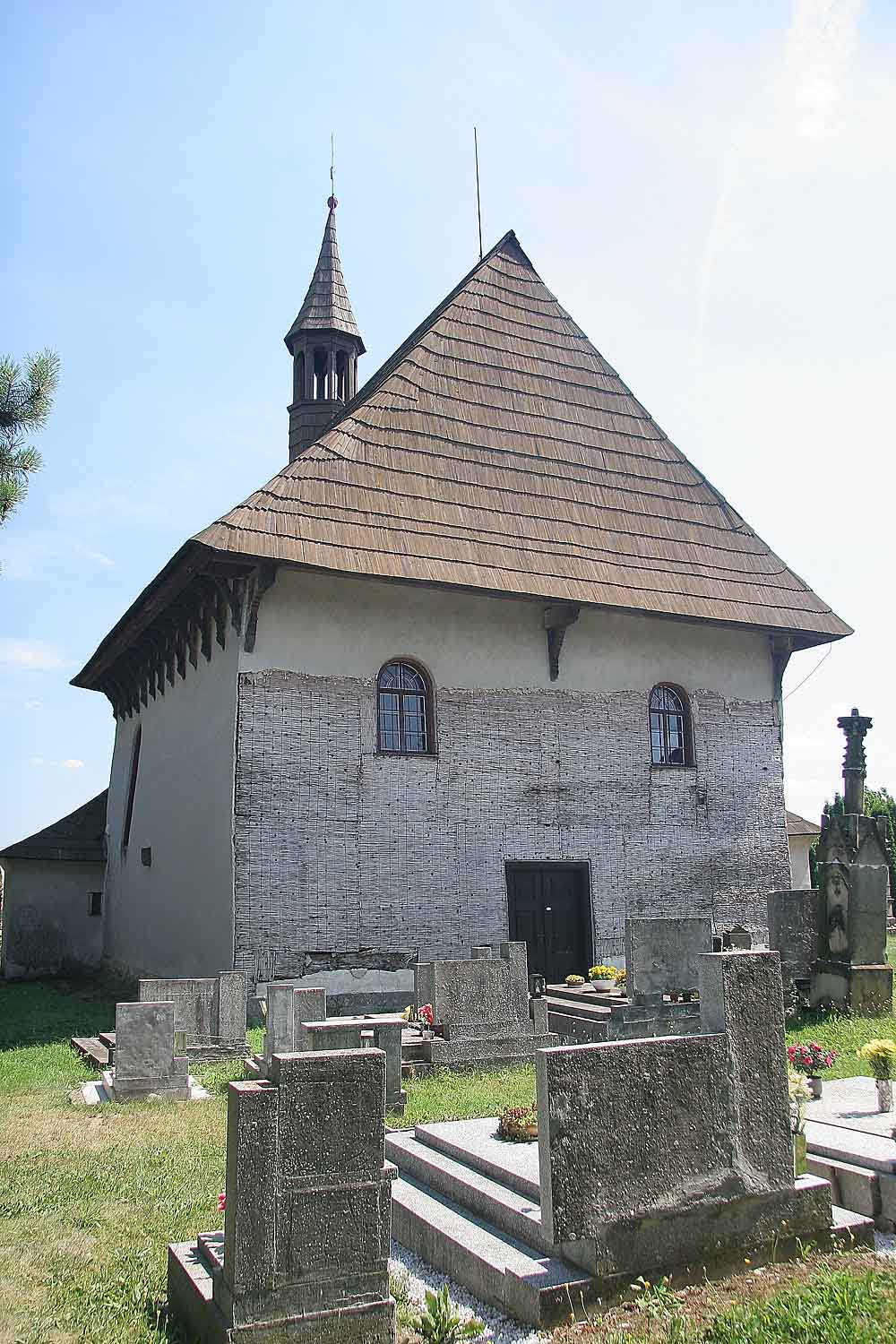
Dřevěný kostel sv. Václava, Kozojedy
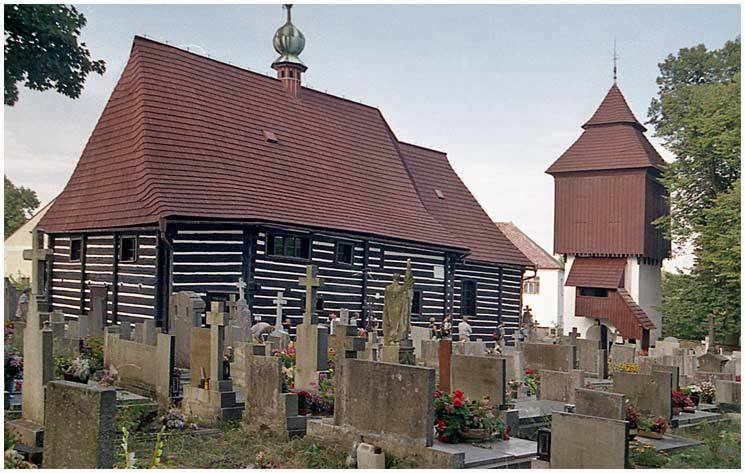
Dřevěný kostel Svatého Jana Křtitele ve Slavoňově
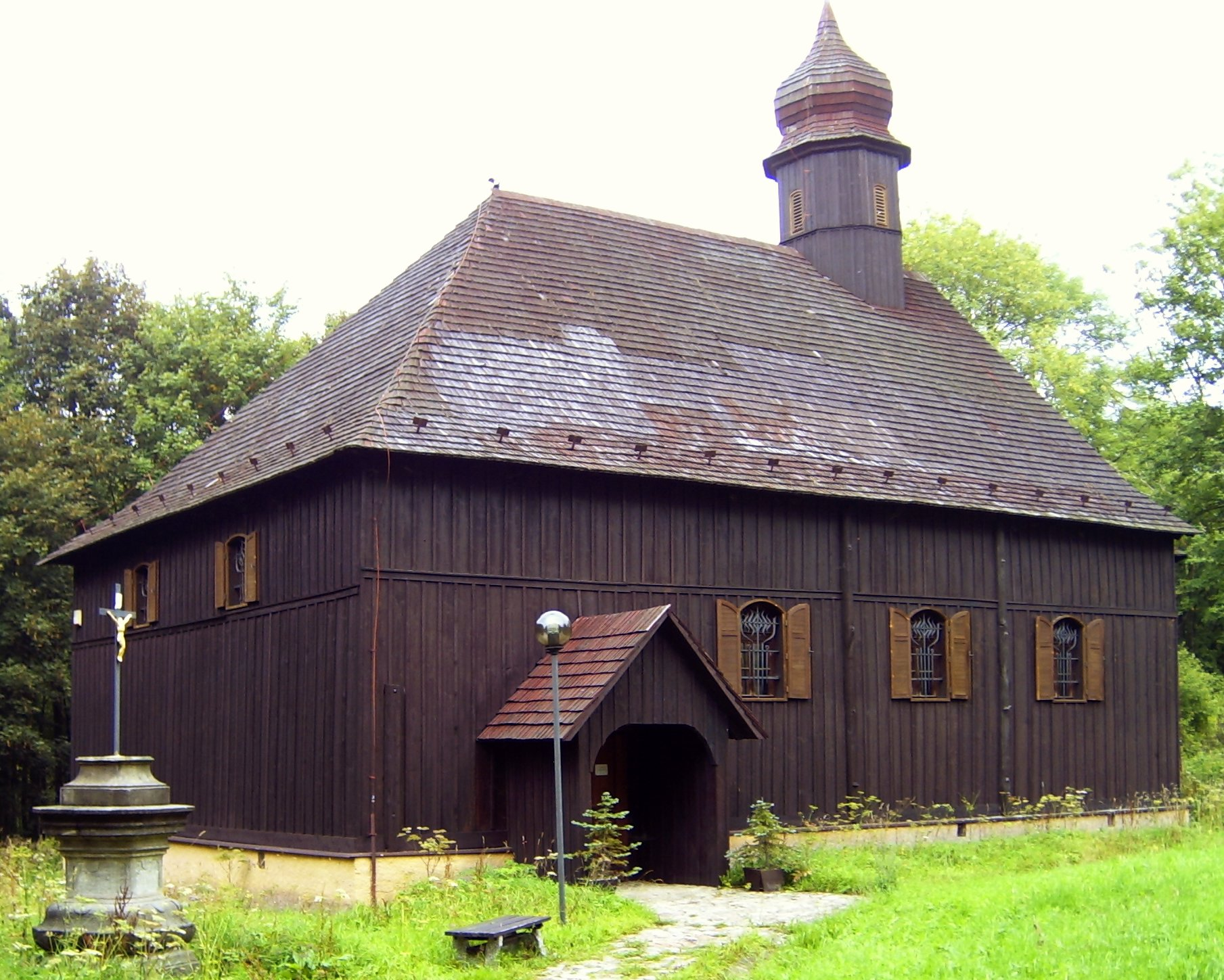
Dřevěný kostel z Flájí, Český Jiřetín